# Catoptria dimorphellus
Catoptria dimorphellus là một loài bướm đêm trong họ Crambidae.